# برون‌همسری
برون‌همسری، یا برون‌زامی نوعی نظام دادن به یک جامعه است. در جوامعِ برون‌زام، انسان‌ها باید با کسانی که بیرون از گروه خود هستند ازدواج کنند؛ از این رو حق ازدواج با افراد هم‌گروه و هم‌قبیلهٔ خود را ندارند. یا به عبارتی، افراد هم‌گروه به منزلهٔ هم‌خون یا محارم به‌شمار می‌آیند. برون‌زامی متضاد درون‌زامی است.
برون‌همسری اغلب منجر به ازدواج دو نفری می‌شود که از نظر ژنتیکی ارتباط نزدیکی با یکدیگر ندارند؛ یعنی همخونی میان آن‌ها وجود ندارد. برون‌همسری به سود فرزندان است زیرا خطر به ارث بردن دو نسخه از یک ژن معیوب را کاهش می‌دهد. افزایش تنوع ژنتیکی فرزندان، شانس تولید مثل فرزندان را تا سطح خویشاوندی پسرعموی چهارم افزایش می‌دهد، و خطر ابتلا به بیماری‌هایی ژنتیکی را محدود می‌سازد.
دکتر نانسی ویلمسن تورنهیل بیان می‌کند که انگیزه در انسان برای عدم تولید مثل یا جذب نشدن به خانواده، مستقیماً از نظر فرگشت سازگار است، زیرا خطر ابتلای کودکان به نقص‌های ژنتیکی ناشی از همخونی را در نتیجه به ارث بردن دو نسخه از یک ژن مغلوب مضر کاهش می‌دهد.
در یکی از جوامع آمیش، همخونی و ازدواج با خویشاوندان، خطر «مرگ و میر نوزادان» را افزایش می‌دهد. در جمعیت‌های فرانسوی، افرادی که با پسر عموی اول خود تولید مثل می‌کنند با سرعت بیشتری نسبت به جمعیت عمومی دیگر دچار انباشت سیستین می‌شوند.